# Finne-Störungszone

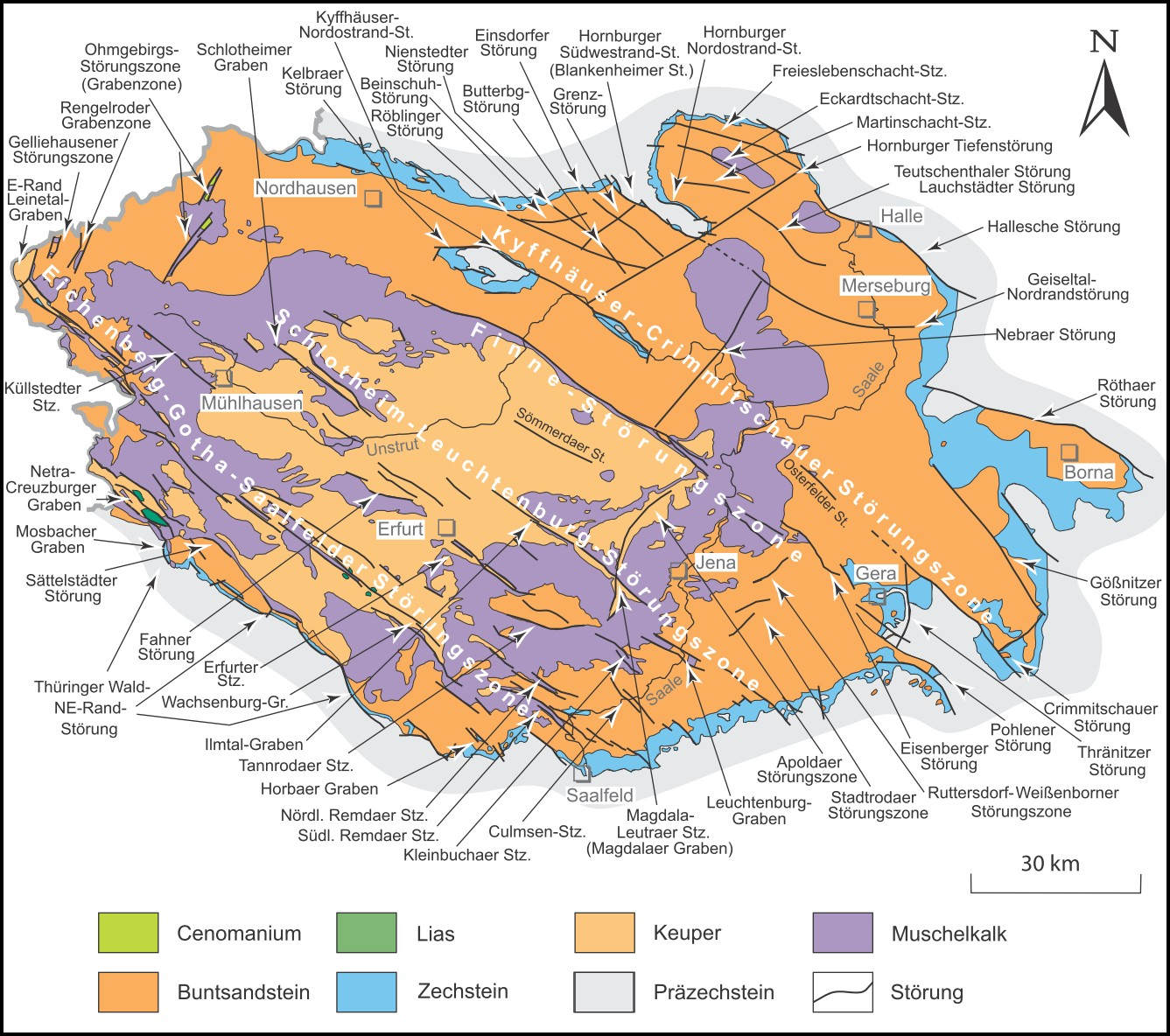
Die Finne-Störungszone im Nordosten des Thüringer Beckens

Die Finne-Störungszone ist eine hercynisch, d. h. von Nordwest nach Südost verlaufende geologische Störungszone im Nordosten Thüringens und im Burgenlandkreis im Südwesten Sachsen-Anhalts. Sie erstreckt sich etwa 110 km lang von Sondershausen an der Nordostflanke der Hainleite bis Gera-Pohlen im Ostthüringer Schiefergebirge.
Die Störungszone formt insbesondere den Nordostrand des Thüringer Beckens zu seinen Randplatten und trennt die Hauptschollen Hermundurische Scholle (Teil der Gera-Jáchymov-Zone) im Nordosten und Bleicherode–Stadtrodaer Scholle im Südwesten.

## Verlauf
Die Finne-Störungszone teilt sich auf in die Finne-Störung im Nordwesten und die aus drei weiteren Teilstörungszonen bestehende Camburg–Eisenberg–Geraer Störungszone im Südosten.

### Finne-Störung
Die Finne-Störung bildet den etwa die Hälfte einnehmenden Nordwestteil der hercynisch verlaufenden Finne-Störungszone. Sie beginnt bei Sondershausen (Kyffhäuserkreis), am steilen Nordostabfall der Hainleite, als schwache Flexur, und tritt erst jenseits der Thüringer Pforte, im Bereich der Schmücke (Landkreis Sömmerda), als deutliche Verwerfung hervor, die sich an deren Südostrand sprunghaft zum Nordostrand des Finnberg-Kammes etwas nach Südosten verschiebt.
Während im letztgenannten Bereich die Störungslinie in etwa den Übergang von Muschelkalk im Südwesten zu Buntsandstein im Nordosten flankiert, entfällt im Südosten der Finne zwischen Rastenberg und Eckartsberga (Burgenlandkreis) die Schichtstufe des Muschelkalks fast komplett und die Störungslinie berührt nach Südwesten direkt den Keuper des Thüringer Beckens.
Erst zwischen Eckartsberga und Bad Sulza (Landkreis Weimarer Land), wo eine staffelartige Anordnung von Teilstörungen typisch ist, tritt wieder ein Grat aus Muschelkalk zu Tage. Im Mündungsdreieck zwischen Ilm und Saale läuft die eigentliche Finne-Störung schließlich am Nordrand der Jenaer Platte aus. Eine merklich nach Südwesten versetzte, kurze Teilstörung tritt bei Camburg (Saale-Holzland-Kreis) in die dortige Saaleschleife. 

### Camburg–Eisenberg–Geraer Störungszone
Unter Camburg–Eisenberg–Geraer Störungszone werden drei räumlich voneinander getrennte Teilstörungen zusammengefasst, die die hercynische Linie der Finne-Störung (s. o.) von Camburg nach Südosten bis Gera-Pohlen fortsetzen.
Die Frauenprießnitzer Störungen sind mehrere parallele Störungen im thüringischen Saale-Holzland-Kreis, deren Hauptstörungslinie, unter südwestlichem Versatz zur Finne-Störung, etwa von Wichmar über Frauenprießnitz bis Schkölen-Poppendorf reicht. Sie trennt den Poppendorfer Sattel im Nordosten vom Tautenburger Wald im äußersten Nordosten der Jenaer Platte, des nordöstlichsten Teiles der Ilm-Saale-Platte.
Die sich, größtenteils weiterhin im Saale-Holzland-Kreis, jedoch bis in den Landkreis Greiz reichend anschließende Eisenberger Störung ist gegenüber den Frauenprießnitzer Störungen wieder deutlich nach Nordosten versetzt und liegt so in etwa wieder auf der Verlängerung der Finne-Störungslinie. Sie berührt die Jenaer Scholle kaum und verläuft größtenteils in der Saale-Elster-Sandsteinplatte. Entlang ihres Verlaufes gehen im Nordwestteil Serien des Muschelkalks in Mittleren Buntsandstein, im Südostteil Serien des Mittleren Buntsandsteins in Unteren Buntsandstein über.
Zwischen Gösen und Eisenberg besteht die Störung aus mindestens vier parallel verlaufenden Teilstörungen.
Die die Linie der Eisenberger Störung in etwa 10 km Entfernung fortsetzende Pohlener Störung im Süden der Stadt Gera und im Landkreis Greiz flankiert einen über die Elster tretenden Buntsandstein/Perm-Graben am Ostrand der Geraer Senke nach Nordosten zur Ronneburger Querzone. 